# Douala Stock Exchange
Pour les articles homonymes, voir DSX.
Le Douala Stock Exchange (DSX en abrégé) est de 2001 à 2019, le marché officiel des valeurs mobilières au Cameroun. Son siège est à Douala. 
En 2019, elle fusionne avec la Bourse des valeurs mobilières de l'Afrique centrale pour former un seul marché boursier dans la zone CEMAC, le Cameroun ayant jusque-là son propre marché.

## Histoire
L'origine de la bourse de Douala remonte à un projet de la CEMAC de création d'une bourse de valeurs mobilières pour l'Afrique centrale. La CEMAC ayant choisi Libreville au Gabon comme siège de cette nouvelle bourse, le Cameroun a choisi de créer sa propre bourse.
Le Douala Stock Exchange a ainsi été créé le 1er décembre 2001. La première société introduite à la cotation a été la Société des eaux minérales du Cameroun (Semc), filiale camerounaise du groupe français Castel, fin mai 2006.
En octobre 2017, les chefs d'État de la sous-région décident lors d'un sommet organisé à N'djamena, de fusionner les deux bourses existant en zone CEMAC. Cette décision est confirmée lors d'un nouveau sommet le 24 mars 2018. Un compromis est trouvé : la bourse unique aura pour siège Douala et le régulateur Libreville. 
Le rapprochement des deux marchés se met en place à commencer par le régulateur. La CMF et la COSUMAF fusionnent en avril 2019. Les marchés boursiers de la sous-région sont fusionnés à la fin juin 2019. Le 4 juillet, le Gabonais Henri-Claude Oyima est élu président du conseil d’administration de la BVMAC. La BVMAC qui a désormais son siège à Douala devient le 5 juillet 2019 la seule bourse de la CEMAC.

## Titres à la cote
- Société des eaux minérales du Cameroun (Semc)
- Société agricole et forestière du Cameroun (SAFACAM)
- société camerounaise de palmeraies (SOCAPALM)

au 28 août 2008, le cours de la SEMC est de 107 512 FCFA,et celle de la SAFACAM est de 39 254 FCFA.

## Actionnariat
Actionnariat du DSX :
- Association professionnelle des établissements de crédit du Cameroun (APECCAM) : 63,3 %
- Assureurs : 13,3 %
- État camerounais et entreprises publiques camerounaises : 23 %

Conseil d'administration :
- APECCAM  : 7 sièges
- Sociétés publiques : 2 sièges
- État : 1 siège
- Chacune des cinq plus grandes entreprises cotées : 1 siège

## Source
- Douala Stock Exchange